# Vaterpolo klub Nais
Il Vaterpolo klub Nais è una squadra di pallanuoto che ha sede a Niš, in Serbia.

## Storia

### VK Niš
La città di Niš ha sempre avuto diversi club o organizzazioni di sport acquatici, ma è solo a partire dagli anni novanta che, in seguito alla costruzione del Centro Sportivo Čair, sport quali pallanuoto, nuoto e nuoto sincronizzato ottengono un impulso notevole.
Il Vaterpolo klub Niš viene fondato nel 1994 come sezione pallanotistica della società di nuoto Sveti Nikola. Già nella stagione 1994-95 conquista il primo posto del più basso livello pallanotistico serbo, ottenendo così la prima promozione, fino a raggiungere il massimo livello del campionato che nel 1996-97 premia la squadra con un 7º posto. Tuttavia, nel 1999, il club soffre una grave crisi economica che induce la dirigenza ad abolire la prima squadra, conservando solo le squadre giovanili. Nel 2001 la squadra maggiore viene riattivata, sotto il nome di VK Niš Klasik, che ritorna molto presto in Prima Divisione (Prva Liga).
Le tre stagioni successive vedono il VK Niš Klasik scalare i vertici della pallanuoto nazionale, ottenendo anche prestigiose qualificazioni alle competizioni europee. L'importanza raggiunta si riflette anche nella figura del nuovo allenatore Nenad Manojlović. Nella stagione 2002-03 la squadra ottiene il 4º posto in campionato, il che le permette di partecipare alla Coppa LEN la stagione successiva. La squadra riesce a qualificarsi per le semifinali della manifestazione, dove viene eliminata dai greci del Vouliagmeni, con un risultato complessivo fra andata e ritorno di 15-13, dopo che i serbi ottennero la vittoria nel match d'andata per 7-5.
La stagione 2003-04 è stata la migliore nella storia del club. Oltre alle semifinali in Coppa LEN, infatti, la squadra ottiene il 2º posto in campionato, dietro ai montenegrini dello Jadran Herceg Novi. Nella Coppa di Serbia e Montenegro vengono eliminati in semifinali dallo stesso Jadran, avendo la meglio in casa 8-7, ma perdendo il ritorno 10-8. La stagione successiva segna la prima partecipazione nella storia del VK Niš in Eurolega. La squadra parte dal secondo turno, dove ottiene un secondo posto che le permette il passaggio del turno dove però viene eliminata collezionando una sola vittoria in sei partite, in un girone a 4 che comprende anche i croati dello Jug, gli ungheresi del Vasas e i francesi dell'Olympic Nizza.
Alla fine della stagione 2004-05 il club entra in nuovi problemi finanziari che causano l'abbandono di numerosi giocatori e dello stesso allenatore Manojlović. Ciò non impedisce comunque al club di qualificarsi per la Coppa LEN nelle edizioni del 2005-06, 2007-08 e 2009-10 (senza tuttavia andare mai oltre il secondo turno) e di ottenere un ottimo 3º posto in campionato nel 2008-09.

### VK Nais
Nell'estate del 2011 il VK Niš si scioglie definitivamente, e il Consiglio d'Amministrazione del club decide di sostituirlo con un nuovo club che si sarebbe chiamato VK Nais. Il nuovo club parte dalla Prva B Liga (il secondo livello del campionato serbo), ottenendo un deludente 11º posto. La stagione successiva è decisamente migliore, con il Nais che conquista i playoff per la promozione vincendo la stagione regolare e sconfiggendo il Singidunum nel playoff, vincendo entrambi i match 13-12 a domicilio e 5-4 in casa, ottenendo così la promozione in Prva A Liga.